# Гранатів
Грана́тів — село в Україні, у Затурцівській сільській громаді Володимирського району Волинської області. Населення становить 163 осіб.

## Географія
На південно-західній околиці села бере початок річка Луга.

## Історія
До 28 вересня 2017 року село підпорядковувалось Шельвівській сільській раді Локачинського району Волинської області.
Після ліквідації Локачинського району 19 липня 2020 року село увійшло до Володимир-Волинського району.

## Населення
Згідно з переписом УРСР 1989 року чисельність наявного населення села становила 192 особи, з яких 81 чоловік та 111 жінок.
За переписом населення України 2001 року в селі мешкала 161 особа.

### Мова
Розподіл населення за рідною мовою за даними перепису 2001 року:
| Мова       | Кількість | Відсоток |
| ---------- | --------- | -------- |
| українська | 162       | 99.39%   |
| російська  | 1         | 0.61%    |
| Усього     | 163       | 100%     |